# Bernhard Mann (Soziologe)

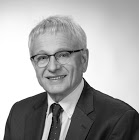

Bernhard Mann (* 3. Dezember 1950 in Stuttgart) ist ein deutscher Gesundheits- und Sozialwissenschaftler mit Professuren für Gesundheits- und Sozialmanagement in Bamberg und Bielefeld, Professur für Sozialpädagogik und Management, Köln, Lehrender für Soziologie und Sozialmedizin an den Universitäten Bonn, Koblenz-Landau, Campus Koblenz und Konstanz, an der hrsg – Hochschule für Gesundheit Bochum, assoziiertes Mitglied am Institut für Soziologie, Universität Koblenz-Landau, Campus Koblenz und international am College/University of Health Science, Casablanca, Marokko. Seine Hauptarbeitsgebiete sind Public Health, Sozialmedizin und Soziologie. Hierbei führte er Studien durch zur Gesundheits- und Migrationssoziologie, Soziale Gerontologie und psychosoziale Kriseninterventionsberatung im Kontext anwendungsorientierter Forschung wie als ASA-Stipendiat zur Bedeutung Mahatma Gandhis als indischer Reformpädagoge, so auch Amartya Sen, und als Mitglied der Deutsch-Japanischen Gesellschaft für Sozialwissenschaften zur Public-Health-Entwicklung in Japan.

## Leben
Bernhard Mann war in der Schulzeit Kulturreferent, politischer Referent und Schulvertrauensschüler. Beim Schüleraufsatzwettbewerb des Landtagspräsidenten von Baden-Württemberg zur Wiedervereinigung Deutschlands erhielt er einen zweiten Preis. Er unternahm mehrere Studienaufenthalte im Stift Wilhering. Anlässlich der Weltausstellung in Japan 1970 war Bernhard Mann Delegierter der Deutschen Jugend mit Empfang beim japanischen Kronprinzen Akihito, dem 125. Kaiser von Japan (Tennō). In den Jahren 1972 bis 1974 erhielt er Stipendien vom Weltkirchenrat für ein soziales Engagement in Birmingham, England.
Nach dem Abitur in Stuttgart studierte er an den Universitäten Göttingen und Erlangen-Nürnberg Sozialwissenschaften mit den Schwerpunkten Rechtswissenschaften, Volkswirtschaftslehre, Sozialpolitik, Soziologie und Medizinische Soziologie. Seine Diplomarbeit beim Soziologen Gerhard Wurzbacher wurde in den Studien zur Politikdidaktik Bd. 9 und in den International Studies in Political Socialization and Political Education Vol. 8 veröffentlicht. Mann erwarb den akademischen Grad eines Diplom-Sozialwirt und promovierte bei Reinhard Schmitz-Scherzer und Erhard Olbrich in sozialer Planung und Gerontologie. Postgradual studierte Mann Bevölkerungsmedizin und Gesundheitswesen (Public Health) an der Medizinischen Hochschule Hannover; die Masterarbeit wurde von dem Sozialmediziner Friedrich-Wilhelm Schwartz und dem Medizinsoziologen Johann Jürgen Rohde betreut. Er war wissenschaftlicher Mitarbeiter (Postdoc) an der Universität Konstanz. Namhafte akademische Lehrer waren neben Wurzbacher: Karl Gustav Specht, sein 1. Doktorvater, der während der Promotion verstarb, Friedrich Heckmann und Friedrich-Wilhelm Schwartz.
Bernhard Mann lebt in der mittelalterlichen Kulturstadt Unkel am Rhein. Er ist in bürgerschaftlichen Aktivitäten engagiert, war in den Jahren 1989 bis 1992 und von 1995 bis 1999 als ehrenamtlicher Richter für Asylrecht und Sozialrecht am Verwaltungsgericht Ansbach und für Öffentliches Recht am Verwaltungsgericht Köln wie als Ratsmitglied im Verbandsgemeinderat Unkel a. Rh. tätig.

## Wirken
Manns Arbeitsgebiete umfassen allgemeine Soziologie, Sozialstrukturanalyse, Alterns-, Gesundheits-, Medizin- und Rehabilitationssoziologie, Soziologische Beratung, Public Health und soziale Gerontologie.
Er war Leiter der psychosozialen Beratungsstelle für politische Flüchtlinge, Sozialplaner zur Versorgung älter werdender Behinderter im Diakonischen Werk Bayern (Abteilung Soziale Dienste – Eckhard Steinhaeuser). Mann lehrte in der Erwachsenenbildung den Schwerpunkt „Soziale Gerontologie“.

### Hochschullehre
Nach Tätigkeiten als wissenschaftlicher Mitarbeiter an der Universität Erlangen-Nürnberg, für das Bundesgesundheitsministerium, beim Ersten Altenbericht der Bundesregierung und als Postdoc an den Universitäten Bremen, Konstanz und Bonn, lehrte Mann ab 2012 Gesundheitsmanagement als Professor an der Hochschule für angewandte Wissenschaften in Bamberg – University of Applied Sciences und Gesundheits- und Sozialmanagement als Professor an der FHM – Fachhochschule des Mittelstands Bielefeld – University of Applied Sciences. Seit 2016 ist Mann im Ruhestand, er lehrt und betreut wissenschaftliche Arbeiten weiterhin an mehreren Hochschulen, wie in Bochum, Düsseldorf, Heidelberg und Wuppertal als auch am IESS – Institut Européen des Sciences de la Santé Casablanca, Maroc.
Mann führte Lehrveranstaltungen als Dozent und Lehrbeauftragter an den Universitäten Erlangen-Nürnberg, Konstanz, Bonn und Koblenz-Landau durch. An der Rheinischen Friedrich-Wilhelms-Universität Bonn (1999–2011) lehrte er Sozialmedizin am Institut für Hygiene und Öffentliche Gesundheit, Medizinische Soziologie an der Abteilung für Medizinische Psychologie und allgemeine und spezielle Soziologien am Institut für Politische Wissenschaften und Soziologie.  An der Universität Koblenz-Landau, Campus Koblenz, lehrte Mann allgemeine Soziologie und spezielle Soziologien mit Alters-, Behinderten-, Gesundheits-, Kunst-, und Medizinsoziologie wie auch Gesundheits- und Qualitätsmanagement und Sozialpolitik (2001–2017). Darüber hinaus war er Mitglied im wissenschaftlichen Beirat, wissenschaftlicher Betreuer und Gutachter von Abschlussarbeiten im Masterstudiengang Gesundheitsmanagement am Zentrum für Fernstudien und Universitäre Weiterbildung (ZFUW), Universität Koblenz-Landau (2004–2015).

### Tagungen, Studien- und Forschungsaufenthalte
Mann war bei den Tagungen für angewandte Soziologie des Berufsverbandes Deutscher Soziologinnen und Soziologen (BDS) als Moderator tätig und hielt Vorträge zu unterschiedlichen Themen.
Seine Studien- und Forschungsaufenthaltes im Ausland wurden von unterschiedlichen Institutionen gefördert.

### Gremien und Netzwerke
- Mann ist Mitglied im Berufsverband Deutscher Soziologinnen und Soziologen, der Deutschen Gesellschaft für Soziologie, Deutsch-Japanische Gesellschaft für Sozialwissenschaften, Deutsche Gesellschaft für Gerontologie und Geriatrie, Deutsche Gesellschaft für Medizinische Soziologie, Deutsche Gesellschaft für Sozialmedizin und Prävention sowie in der European Public Health Association.
- Seit 2018 ist Mann als Koordinator engagiert im Deutschen Programm[36][37] an der Hochschule für Gesundheitswissenschaften Casablanca, Marokko.[38]
- Seit 2018 ist Mann Mandatsträger der Deutschen Gesellschaft für Sozialmedizin und Prävention in der Leitlinienkommission zur Primär-, Sekundär- und Tertiärprävention durch Exoskelette in der Arbeitswelt und Rehabilitation,[39] angesiedelt am Institut für Arbeits- und Sozialmedizin, Versorgungsforschung, Universität Tübingen
- Seit 2015 ist Mann assoziiertes Mitglied am Institut für Psychotherapie und Psychoanalyse. Annelise Heigl-Evers Institut Andernach.[40]
- Bernhard Mann war DAAD-Gutachter für Studienaufenthalte und Abschlussarbeiten an asiatischen Universitäten und Gutachter zur Zertifizierung von BA- und MA-Studiengängen als Fachvertreter für Soziologie.
- Während seiner Tätigkeit als Professor an der Hochschule für angewandte Wissenschaften Bamberg – University of Applied Science war Mann Studiengangsleiter für Gesundheitsmanagement und Vizepräsident.
- 2010 wurde er in die Stiftungspreisjury seniorenfreundlichste Stadt der Stiftung Lebendige Stadt berufen.[41]
- Seit 1996 ist Mann Senatsmitglied im Berufsverband Deutscher Soziologinnen und Soziologen.[42][43] und Mitglied im Wahlvorstand.
- Eine Zusammenarbeit im Rahmen von „Mensch-Medizin-Gesellschaft“" zum Thema „Wohnen im Alter“ gab es mit Leopold Rosenmayr und Hans Thomae.[44]
- Seit 1979 besteht eine Kooperation mit Bernhard Claußen, Institut für Didaktik der Politik, Universität Hamburg.

### Forschung
Mann hat geforscht und publiziert zu Alternssoziologie mit sozialer Gerontologie, Entwicklungsländersoziologie sowie Public Health Themen Aktuell untersucht Mann Public-Health-Konzepte zur psychosozialen Notfallversorgung und Krisenintervention im Rettungsdienst für praktizierende Notfallsanitäter und Rettungssanitäter am Unfallort.

### Willy-Brandt-Forum Unkel
Willy Brandt lebte von 1979 bis zu seinem Tod (1992) in Unkel. In Respekt vor seiner herausragenden politischen Leistung hatte eine Bürgerstiftung das Willy-Brandt-Forum gegründet. Seit 2018 ist Bernhard Mann in der Museumsbetreuung im Willy-Brandt-Forum engagiert.

## Schriften (Auswahl)
Mann ist Autor von etwa 100 Veröffentlichungen, publiziert Rezensionen im Internet und ist Begründer und Mitherausgeber der Koblenzer Beiträge zum Gesundheitsmanagement und Public Health, in der vier Bände, zuletzt 2012, erschienen sind.
Ausgewählte Schriften sind:

### Monografien
- Die pädagogisch-politischen Konzeptionen Mahatma Gandhis und Paulo Freires. (= Studien zur Politikdidaktik. Band 9). Frankfurt am Main 1979, ISBN 3-88129-237-3.
- Politische Flüchtlinge. Sozialberatung in Sammelunterkünften und Fragen zur gesellschaftlichen Integration. Mit einem Vorwort eines Vertreters des Hohen Flüchtlingskommissars der Vereinten Nationen. Frankfurt am Main 1983, ISBN 3-88129-725-1. In 2. rev. Auflage erschienen unter der Titel: Politische Flüchtlinge – Soziologische Beratung und Public-Health-Ansätze in Sammelunterkünften, München 2007.
- Altenheimeintritt und soziale Strategien. Ein sozialgerontologischer Beitrag zur Interventionsgerontologie auf explorativer, heuristischer und synoptischer Grundlage. (= Materialien zur sozialwissenschaftlichen Forschung. Band 3). Frankfurt am Main 1987, ISBN 3-89228-117-3
- Anpassungsqualitäten behinderter Volljähriger in der stationären Altenhilfe. Frankfurt am Main 1990, ISBN 3-89228-525-X.
- Problemlagen in der häuslichen Pflege. Wirkungsaspekte der Neuregelung zum SGB V. (= Deutsche Hochschulschriften. Band 509). Egelsbach / Frankfurt am Main / Washington 1994, ISBN 3-89349-509-6.
- The Pedagogical and Political Concepts of Mahatma Gandhi and Paulo Freire. A Comparative Study on Developmental and Strategic Political Education in the Third World. (= International Studies in Political Socialization and Political Education (ISPSPE). Vol. 8). Hamburg 1995, ISBN 3-926952-97-0
- Gesundheitssystemforschung und Gesundheitssoziologie. In: Postgraduales Master-Studium Gesundheitsmanagement (Hrsg.): Lehrbriefe. Zentrum für Fernstudien und Universitäre Weiterbildung (ZFUW). Universität Koblenz-Landau, Koblenz 2005

### Beiträge in Zeitschriften
- Sozio-gerontologische Theorien zur Lebenssituation alter Menschen – Eine Diskussion zur Geroprophylaxe. In: Aktuelle Gerontologie. Thieme, Stuttgart/New York 7. 1977
- Angebotsstruktur Altenheime – am Beispiel einer Großstadt (Nürnberg). In: Aktuelle Gerontologie. Thieme, Stuttgart/New York 1982, S. 176–179
- Adäquanzuntersuchung behinderter Volljähriger und Senioren in der stationären Altenhilfe. In: Gerontopsychologie & -psychiatrie 1988/1/2. ISSN 1011-6877 S. 163–178
- Wohnen im Alter. In: Mensch-Medizin-Gesellschaft. 17. Enke-Verlag. Stuttgart 1992. ISSN 0340-8183 S. 173–215
- Wirkungsaspekte der Neuregelung zum Sozialgesetzbuch V (Häusliche Pflege). In: Mensch-Medizin-Gesellschaft. 17. Enke-Verlag. Stuttgart 1992. ISSN 0340-8183
- Altern und Gesellschaft – zwischen Handlungskompetenz und „Ageism“. In: Soziologische Revue. 2002. ISSN (Online) 2196-7024, ISSN 0343-4109.
- Altern und Gesellschaft – Stand und Entwicklung der Alternssoziologie. In: Altenpflegerin und Altenpfleger. Fachzeitschrift des Deutschen Berufsverbandes für Altenpflege e.V. 1-3 2005 ISSN 0940-2047 S. 15–17
- Gewalt und Gesundheit. Epidemiologische Daten, Erklärungsmodelle und public-health-orientierte Handlungsempfehlungen der Weltgesundheitsorganisation (WHO). In: Sozialwissenschaften und Berufspraxis. Jg. 29. 1/2006. ISSN 0724-3464. S. 81–91
- Bioethische Fragen aus der Sicht der Weltgesundheitsorganisation (WHO) und internationaler Kommissionen und Konventionen. In: Prävention. Zeitschrift für Gesundheitsförderung.  Jg. 31. 2008. ISSN 0170-2602 S. 108–111
- (mit: Wolfgang Petran): Que savent faire les socioloques que les autres ne savent pas faire? La sociologie professionelle en Allemagne. In: Sociologies pratiques. 20. 2010. ISSN 1295-9278 S. 149–158
- (mit: Wolfgang Petran): Zu Veränderungen der Soziologie in Deutschland. In: Sozialwissenschaften und Berufspraxis. Jg. 33. 1/2010. ISSN 0724-3464. S. 81–91
- Development of Public Health in Germany. In: Journal of Community Medicine & Health Education. Volume 7, Issue 5, November 2017. ISSN 2161-0711

### Beiträge in Sammelbänden
- Wissenschaftliche Begleitung sozialwissenschaftlicher und sozialpolitischer Modellprojekte. In: Sozialwissenschaften und Berufspraxis (SuB). 1985. S. 73–77. ISSN 0724-3464
- Integrations- und Reintegrationsbereitschaft und soziale Flüchtlingsberatung. Ein Beitrag zur Repatriierungsdebatte. In: Rita G. Fischer (Hrsg.): Beiträge zu Soziologie und Politik. Frankfurt am Main 1986, ISBN 3-88323-630-6, S. 133–151.
- Soziale Mischstrukturen – Behinderte Volljährige und alte Menschen in der Altenhilfe. In: U. Laaser, G. Sassen, G. Murza, P. Sabo (Hrsg.): Prävention und Gesundheitserziehung. Springer, Berlin / Heidelberg / New York / London / Paris / Tokyo 1987, ISBN 3-540-18488-0, ISBN 0-387-18488-0, S. 163–178.
- Sozialarbeit mit älter werdenden Behinderten. In: Universität Konstanz (Hrsg.): Forschungsbericht der Universität Konstanz 1990–1992. 9. Ausgabe. Konstanz 1993, ISBN 3-89318-012-5, S. 209–210.
- Aging Handicapped in FRG: Social Aspects of Non-Integration and Integration. In: E. Beregi, I. A. Gergely, K. Rajczi (Hrsg.): Recent advances in aging science. Bologna 1993, ISBN 88-323-0704-9, S. 1851–1854.
- Alter und Behinderung. In: Deutsches Zentrum für Altersfragen e. V. (Hrsg.): Expertisen zum ersten Altenbericht der Bundesregierung. Band IV: Angebote und Bedarf im Kontext von Hilfe, Behandlung, beruflicher Qualifikation. (= Weiße Reihe). Berlin 1993, ISBN 3-88962-117-1, S. 359–417.
- Soziologie und Public Health. In: Berufsverband Deutscher Soziologinnen und Soziologen (Hrsg.): Soziologische Beratung. Leske + Budrich, Opladen 1996, S. 271–279.
- Soziologie und die moderne Public-Health-Entwicklung. In: Jost Bauch, Gerd Hörnemann (Hrsg.): Gesundheit im Sozialstaat. Beiträge zum Verhältnis von Gesundheit und Politik. (= Konstanzer Schriften zur Sozialwissenschaft. Band 40). Hartung Gorre, Konstanz 1996, ISBN 3-89649-077-X, S. 167–184.
- Pflege im Umbruch. In: Jost Bauch, Gerd Hörnemann (Hrsg.): Freiheit und Solidarität im Sozialstaat. Hartung Gorre, Konstanz 1997, ISBN 3-89649-262-4, S. 139–171.
- (mit: Bernhard Borgetto und Christian Janßen): Soziologische Theorien in der medizinsoziologischen Versorgungsforschung. In: Christian Janßen, Bernhard Borgetto, Günther Heller (Hrsg.): Medizinsoziologische Versorgungsforschung. Theoretische Ansätze, Methoden, Instrumente und empirische Befunde. (= Gesundheitsforschung). Juventa Verlag, Weinheim/München 2007, ISBN 978-3-7799-1148-7.
- Organisationskonflikte und -entwicklung am Beispiel des Betrieblichen Gesundheitsmanagements mit salutogener Führung. In: Johanna Groß (Hrsg.): Soziologie für den Öffentlichen Dienst (I). Zur Relevanz der Sozialwissenschaften in Lehre, Forschung und Praxis. (= Kommunale Hochschule für Verwaltung in Niedersachsen. Band 17). Hamburg 2017, ISBN 978-3-7869-1068-8, S. 60–76.
- Alter und Behinderung – Versorgungsforschung im Kontext von Public-Health-Gerontology. In: F. Fred, J. Schmitz-Scherzer (Hrsg.) Soziale Gerontologie – Theorie und Praxis. In Erinnerung an Reinhard Schmitz-Scherzer. In: F. Karl (Hrsg.) Soziale Gerontologie Band 5. LIT. Münster 2018, ISBN 978-3-643-14120-0 (br.) ISBN 978-3-643-34120-4 (PDF)
- Gesundheitssoziologie. Staatslexikon. 8th edition. Freiburg im Breisgau 2018, ISBN 978-3-451-37512-5 (E-Book) ISBN 978-3-451-81512-6
- Psychische Gefährdungsbeurteilung. In: Johanna Groß (Hrsg.): Soziologie für den Öffentlichen Dienst (II). Konflikte und Gewalt in Öffentlichen Organisationen. (= Kommunale Hochschule für Verwaltung in Niedersachsen. Band 26). Hamburg 2019, ISBN 978-3-7869-1162-3, S. 242–265.
- Development of Public Health in Germany and Japan. A Chance for Strengthening Democracy? In: Carmen Schmidt, Ralf Kleinfeld (Hrsg.) The Crisis of Democracy? Chances, Risks and Challenges in Japan (Asia) and Germany (Europe). Cambridge Scholars Publishing 2020, ISBN 978-1-5275-4108-5, S. 443–459.
- (mit Benjamin Steinhilber, Tessy Luger, Peter Schwenkreis, Stefan Middeldorf, Hartmut Bork, Alexander von Glinski, Thomas A. Schildhauer, Stephan Weiler, Martin Schmauder, Kai Heinrich, Gabriele Winter, Gerhard Schnalke, Peter Frener, Ralf Schick, Sascha Wischniewski, Matthias Jäger): Deutsche Gesellschaft für Arbeitsmedizin und Umweltmedizin e.V. (Hrsg.) Einsatz von Exoskeletten im beruflichen Kontext zur Primär-, Sekundär- und Tertiärprävention von arbeitsassoziierten muskuloskelettalen Beschwerden. 1. Auflage, Version 1 vom 20. April 2020. Arbeitsgemeinschaft der Wissenschaftlichen Medizinischen Fachgesellschaften e. V. (AWMF)[55]
- Gesprächskompetenz als Führungsaufgabe: Grundlagen lösungsorientierter Beratung – Wegmarken gelingender Kommunikation. In: Johanna Groß (Hrsg.): Soziologie für den Öffentlichen Dienst (III). Zur Relevanz der Sozialwissenschaften in Lehre, Forschung und Praxis. (= Kommunale Hochschule für Verwaltung in Niedersachsen. Band 32). Hamburg 2020, ISBN 978-3-7869-1238-5, S. 103–109.
- Exoskelette im Focus der Soziologie – soziale Innovationen in der Arbeitswelt, Prävention und Rehabilitation. socialnet. Bonn. Nov. 2020[56]

### Essay
- Ohayo gozai masu. Reisebericht aus Japan. Alte Gilde. Stuttgart 1970.
- Ethik in der Soziologie. München 2007. ISBN 3-638-86215-1.

### Rezensionen
Auf der Internetseite socialnet zu
- Eberhard Göpel, Viola Schubert-Lehnhardt (Hrsg.): Gesundheit gemeinsam gestalten 2. Kommunale Gesundheitsförderung
- Jens-Uwe Niehoff, Bernard Braun: Sozialmedizin und Public Health. Sozialmedizin
- Bundeszentrale für gesundheitliche Aufklärung (Hrsg.): Leitbegriffe der Gesundheitsförderung. 4., erweiterte u. überarbeitete Auflage gesundheitliche Aufklärung
- Hermann Faller, Hermann Lang: Medizinische Psychologie und Medizinische Soziologie. 2. Auflage Sozialwissenschaftliche Medizin
- Heinz Schott, Rainer Tölle: Geschichte der Psychiatrie Medizinsoziologie
- Kurt Lüscher, Ludwig Liegle: Generationenbeziehungen in Familie und Gesellschaft Familiensoziologie

Weitere Rezensionen
- Rezension zu: Medizin zwischen Naturwissenschaften, Philosophie u. Soziologie. Wolfgang U. Eckart: Geschichte der Medizin. Berlin-Heidelberg. Springer. München 2007, ISBN 978-3-638-86944-7.
- Bereichsrezension zu: Krankenhaussoziologie und Gesundheitswesen. In: Soziologische Revue. 2004/4, S. 480–491.[58]
- Rezension zu: Heiko Waller: Sozialmedizin. Grundlagen und Praxis. Kohlhammer Verlag (Stuttgart) 2002. 5., überarbeitete und erweiterte Auflage. 255 Seiten. ISBN 3-17-017015-5.[59]
- Rezension zu: Gebrochene Identitäten. Indische Sozialstruktur im cultural lag. Arundhati Roys Roman Der Gott der kleinen Dinge. London 1997. In: Bernhard Claußen (Hrsg.): Sozialwissenschaftliche Umschau. 2003/2. Hamburg, S. 53–59.
- Sammelbesprechung zu: Mediensoziologie. In: Sozialwissenschaften und Berufspraxis. 2001/24, S. 90–94.